# Werner Vogelsang

Werner Vogelsang (ca. 1936)

Werner Vogelsang (* 27. September 1895 in Schlettau; † 27. Juli 1947 in Wladimir) war ein deutscher Politiker der NSDAP.

## Leben
Von Ostern 1900 bis 1906 besuchte Vogelsang die Volksschule seiner Geburtsstadt und anschließend bis 1912 das Realgymnasium in Annaberg. 1912 ging er an die Staatslehranstalt nach Hamburg und ließ sich zum Schiffs-Ingenieur ausbilden. Im Oktober 1914 trat er in die Kaiserliche Marine als Ingenieur-Aspirant ein und nahm am Ersten Weltkrieg teil. Aus der Marine wurde er am 9. März 1920 mit dem Charakter eines Leutnants (Ing.) entlassen. Bis 1932 war er als Kaufmann tätig, er trat in die NSDAP ein, wurde Ortsgruppen- und Kreisleiter in Annaberg und Gauredner seiner Partei. Nach Gründung des Heimatwerkes Sachsen 1935 war er als Volkstumbeauftragter für das Erzgebirge tätig und gehörte dem Engeren Beirat des Heimatwerkes an. Vom 29. März 1936 bis zum Ende der NS-Herrschaft im Frühjahr 1945 war er Mitglied des deutschen Reichstages.
Unmittelbar nach der Abgeordneten- und Hauptversammlung des Erzgebirgsvereins am 16./17. Oktober 1937 in Freiberg wurde am 4./5. Dezember 1937 in Schwarzenberg/Erzgeb. eine außerordentliche Abgeordnetenversammlung des Erzgebirgsvereins verbunden mit dem 1. Tag des Erzgebirger und dem Besuch der Feierohmd-Ausstellung einberufen. Auf der Tagesordnung stand für den 4. Dezember 1937 die Neuwahl des Vorsitzenden. Oberstudiendirektor Fritz Grundmann und der Schatzmeister Heßmann schieden aus dem Vorstand aus und Vogelsang wurde zum neuen Vorsitzenden des Erzgebirgsvereins gewählt. Während sich Vogelsang noch im Februar 1938 als Vorsitzender bezeichnete, nannte er sich im März 1938 bereits Führer des Erzgebirgsvereins.
Nach Ausbruch des Zweiten Weltkrieges ließ sich Werner Vogelsang spätestens ab November 1939 im Erzgebirgsverein durch den 1. stellvertretenden Vereinsführer Oskar Hanns, Vorsitzender des Erzgebirgszweigvereins Chemnitz, vertreten. Ihm folgte als kommissarischer Führer im Herbst 1940 Max Günther.
Vogelsang diente von 1939 bis 1945 in der Kriegsmarine, zuletzt als Korvettenkapitän. Am 9. November 1942 wurde er zum Standartenführer der SA-Gruppe Sachsen ernannt. Im März 1945 erfolgte seine Abkommandierung als Militärberater und Stellvertreter zum sächsischen NSDAP-Gauleiter Martin Mutschmann.
Vogelsang wurde im Mai 1945 verhaftet und starb 1947 in sowjetischer Kriegsgefangenschaft.